# Андрагогіка
Андраго́гіка (від грец. άνήρ (άνδρος) — доросла людина і грец. αγωγη — вести) — одна з назв галузі педагогічної науки, що охоплює теоретичні і практичні проблеми освіти, навчання і виховання дорослих.
Поняття «андрагогіка» було введене в науковий вжиток в 1833 німецьким істориком педагогіки А. Каппом  (книга «Platon's Erziehungslehre, als Pädagogik für die Einzelnen und als Staatspädagogik») і розвинуте у теорію освіти для дорослих американським педагогом Мальколмом Ноулзом (1913–1997). Поняття Андрагогіка має поширення в спеціальній англійській і німецькій науковій літературі. Існують кафедри андрагогіки, підрозділи науково-дослідних інститутів і підручники з цієї дисципліни. В андрагогічних дослідженнях існує як емпіричний, так і теоричний (герменевтика) напрямок. Першим емпіриком вважається Едвард Торндике (Edward Thorndike), до лідерів герменевтичного напряму належить Едвард Ліндеман (Eduard C. Lindemann). Андрагогія як комплексна дисципліна пов'язана, в першу чергу, з клінічною психологією, соціологією, соціальною психологією і філософією.
Андрагогіка — це теорія навчання дорослих, яка виходить з того, що мета сучасного підходу до освіти полягає у сприянні розвитку та збагаченні цілісної особистості, прояву її самобутності, актуалізації її здібностей. Андрагогіка об'єднує знання про специфіку навчання дорослої людини з урахуванням її віку, освітніх та життєвих потреб, реальних можливостей, індивідуальних особливостей і досвіду, психіки і фізіології. Ця наука вивчає зміст, форми, методи та засоби організації навчання дорослих людей з метою полегшення їхнього навчання, вдоволення їхніх освітніх потреб, підвищення операціональності отриманої освіти під час вирішення життєвих проблем, досягнення індивідуальних цілей, самореалізації особистості.

## Предмет андрагогіки
Предметом андрагогiки є соцiальна освiта, тобто багатоаспектна неперервна освiта дорослих, яка здiйснюється в iнститутах формальної, неформальної та iнформальної освiти вiдповiдно до соцiокультурних умов.

## Андрагогiка як наука
Андрагогiка як наука має лише їй притаманний понятiйно термiнологiчний апарат, який включає понад 850 дефiнiцiй i понять. Основними з них є «освiта дорослих», «неперервна освiта», «освiта упродовж життя», «самоосвiта», «самовдоскона - лення», «саморозвиток» тощо. Залишаючись самодостатньою науковою дисциплiною, андра - го гiка як антропоцентрична галузь знань тiсно пов'язана з великим циклом людиноспрямованих наук, зокрема, фiлософiєю, етикою, естетикою, iсторiєю, педагогiкою, психологiєю, фiзiологiєю, соцiологiєю, правознавством та багатьма iншими. Андрагогiка послуговується як емпiричним контентом, так i методичним iнструментарiєм сумiжних та дотичних наук, котрi репрезентують загальне вчення про людину та її буття в соцiумi. Звiсно, найтiснiшим є зв'язок андрагогiки iз педагогiкою, i це легко прослiдковується при спiвставленнi їхнiх предметiв. Тодi як предметом педагогiки у загальному контекстi є становлення людини в педагогiчнiй реальностi, то андрагогiки – система освiти дорослих як соцiокультурний iнститут, теорiя i методика цього виду навчання в контекстi неперервної освiти

## Концептуальнi положення андрагогіки
Концептуальнi положення про змiст i органiзацiю освiти дорослих ґрунтуються на засадах Конституцiї України (ст. 53), Законiв України «Про освiту», «Про вищу освiту», Державної нацiональної програми «Освiта» (Україна XXI столiття), Нацiональної доктрини розвитку освiти, Болонської декларацiї (1999) Євросоюзу, рекомендацiях ЮНЕСКО, якi наголошують на фундаменталiзацiї, неперервностi, диверсифiкацiї й гнучкостi, прогностичностi, доступностi, вiдкритостi освiти дорослих.
Освiта населення визнається базою економiчного розвитку суспiльства, яка є предметом постiйної уваги й одним iз прiори - тетiв дiяльностi таких мiжнародних органiзацiй, як ООН, ЮНЕСКО, Рада Європи, Свiтовий банк, ОЕСР, а також Мiжна - родної Ради з освiти дорослих, Європейської асоцiацiї дорослих. У 2000 р. за сприяння Iнституту освiти ЮНЕСКО було створено Всеукраїнське координацiйне бюро Мiжнародної громадськодержавної програми «Освiта дорослих України», яке проводить щорiчнi Мiжнароднi тижнi освiти дорослих. Мiжнародна спiлка для порiвняльних дослiджень освiти дорос лих – мережа, що має на метi пiдвищення обiзнаностi та вагомостi порiвняльних дослiджень освiти через сприяння дослiдженням у цiй сферi; пiдтримку мережi контактiв для компаративiстiв; документування й обмiн розробок i стандартiв через публiкацiї; органiзацiю конференцiй для членiв та iнших зацiкавлених осiб у цiй галузi. Україна приєдналася до проведення Мiжнародного тижня освiти дорослих у 2000 р. Першими документами, якi внорму - вали участь країни у заходах ООН i ЮНЕСКО, стали наказ МОН України «Про проведення мiжнародного тижня освiти дорослих» i вiдповiдний лист Мiнюсту України.

## Концепцiя навчання упродовж усього життя[1]
| Неперервна освiта                                                                                              | Навчання упродовж усього життя |
| --- | --- |
| Лiнiйний пiдхiд до навчання: прирощення освiти/навчання впродовж усього життя, починаючи iз дошкiльної освiти. | Прирощення поступається мiсцем взаємодiї мiж знаннями, що здобутi на початкових етапах освiти, i знаннями, що здобутi на наступних етапах, а також мiж теоретичними i практичними. Формування компетентностi, що засвоєна у рiзних ситуацiях (на робочому мiсцi, вдома, у освiтнiх осередках тощо) завдяки вiдповiдному механiзму, що пiдтверджує компетентнiсть, а в подальшому їх практичне використання. |
| Здобуття знань без врахування їхнього практичного значення.                                                    | Компетентнiсть дорослої людини є результатом упровадження компетенцiї у компетентну дiяльнiсть. Визначення компетентностi, що здобута у рiзних ситуацiях (на робочому мiсцi, вдома, у освiтнiх осередках тощо) шляхом вiдпо - вiдного механiзму, який пiдтверджує компетентнiсть. |

## Функції
На освіту дорослих покладається виконання низки функцій, зокрема, використання соціального досвіду й залучення до розв'язання сучасних проблем суспільства (соціальна); регулювання відносин у швидкозмінному зовнішньому середовищі (адаптивна); доступ до необхідної інформації, її пошук, відбір, систематизація, відтворення, використання (інформаційна); компенсування недоліків попередніх рівнів освіти й забезпечення балансу власної компетентності і сучасних вимог до професії (компенсаційна); оволодіння новими методами, способами дій (розвивальна функція). Водночас саме реалізація соціокультурної функції освіти дорослих уможливлює їх саморозвиток, самоорганізацію, оновлення, зміни та прогностичний вплив на соціальні процеси.

## Генеза андрагогiки як наукової галузi
Розвиток теорiї i практики освiти дорослих має значну хронологiчну тяглiсть i пройшов декiлька етапiв. Iсторично першим етапом становлення андрагогiки, як галузi, пов’язаної з розвитком практики навчання дорослих, розпочався iз середини 30-х рокiв XIX ст. Для багатьох країн Європи i Америки це був час стихiйного накопичення досвiду просвiтництва дорослого населення (переважно народних мас), що було викликано про - мисловим переворотом та глибокими соцiально-економiчними трансформацiями. Вiдтодi освiта почала розглядатися як один iз чинникiв полiпшеної якостi життя, а знання та квалiфiкацiя стають прiоритетними цiнностями людської життєдiяльностi. Iз наукових джерел вiдомо, що поняття «андрагогiка» було введено в науковий ужиток нiмецьким iсториком-педагогом А. Каппом у 1833 р. в його книзi «Освiтнi iдеї Платона», де обґрунтовується необхiднiсть «учитися все життя». Окремий роздiл своєї книги вчений присвятив освiтi дорослих, назвавши його «Andragogie». Вiн обґрунтував положення про важливiсть освiти саме для дорослого населення i сформулював якостi, важливi для такого навчання. А саме, А. Капп стверджував, що андрагогiка тiсно пов’язана з самоосвiтою i самодисциплiною та може застосовуватися як у системi загальної освiти, так i для професiйного навчання. Утiм першi спостереження й намагання осмислити навчання дорослих з’явилися в рамках традицiйної педагогiки. Ще Я. А. Коменський у своїх працях вказував про необхiднiсть продовження навчання у дорослому вiцi.
Проблеми освiти та навчання дорослих розробляли й вiдомi зарубiжнi педагоги. Продуктивними для андрагогiки стали iдеї великого американського вченого Дж. Дьюї (1859–1952 рр.) про навчання, що орiєнтоване на того, хто навчається, на його досвiд, що дає можливiсть досягнути практичної цiлi. На початку XX ст. проблематика навчання дорослої людини поступово вводиться вченими в контекст наук, що вивчають людину. У першу чергу це торкнулось психологiї – в частинi, що пов’язано з перiодизацiєю етапiв психiчного розвитку. На той час точка зору на здiбностi людини продовжувати навчання у рiзному вiцi була далеко не очевидною i вимагала доказiв. Проте з моменту виходу книги вiдомого американського дослiдника Е. Торндайка «Психологiя навчання дорослих» i опублiкування праць, де наведений аналiз особливостi вторинної спецiалiзацiї (Е. Ерiксон, Р. Гоулд, О. Бримм та iн.), наукова спiльнота 25 отримує мiцний iмпульс до бiльш глибокого вивчення питань пiсляшкiльної освiти. Народження андрагогiки як науки вiдбулося в серединi XX ст., цьому сприяло ряд об’єктивних причин: розгортання науково-технiчної революцiї, що вимагало високого рiвня квалiфiкацiї основної маси економiчно активного населення; формування в суспiльствi свiдомого розумiння необхiдностi органiзацiї навчання для дорослого населення; становлення андрагогiки як окремої галузi знань. Один iз класикiв освiти дорослих, американський педагог Е. Лiндеман, ще на етапi зародження вчення висловився так: «Це нове починання називається освiтою дорослих не тому, що воно призначено для дорослих, а тому, що його горизонти визначає доросле життя, зрiлiсть». Розумiння термiну «андрагогiка» й нового пiдходу до навчання дорослих як самоспрямованого навчання сприяли працi аме - риканського теоретика й практика М. Ноулза. У 1940–60-х рр. спостерiгається активний пошук визначення специфiки її предмета, дослiдницьких методiв, категорiального апарата. Вченi рiзних країн (Канади – Д. Кiдд, США – М. Ноулз, Нiмеччини – Ф. Пеггелер, Югославiї – Б. Самоловчев, Польшi – Е. Рад - линська та iн.) детально розглядали широкий спектр взаємо - пов’язаних питань: як навчаються дорослi, якi в них освiтнi потреби; якими повиннi бути принципи та методи їх навчання; у чому специфiка вiдносин, що формується в системi дорослої освiти; яку роль вiдiграють соцiальнi умови в розвитку актив ностi дорослої людини в процесi навчання. Так формувалось коло проблем, характерних для андрагогiчного знання.
Проблемi iсторiї освiти дорослих в Українi присвячена також докторська дисертацiя Л. Сiгаєвої – «Тенденцiї розвитку освiти дорослих в Українi (друга половина ХХ – початок ХХI ст.)» (2010), де проаналiзовано розвиток освiти дорослих в Українi впродовж означеного перiоду, виявлено тенденцiї та особливостi, пов’язанi iз соцiально-економiчним становищем та культурним поступом держави.

## Компетентнiсть у навчаннi дорослих
Компетентнiсть у навчаннi дорослих – це результат набуття дорослою людиною здатностi, якi дають їй змогу якiсно вико - нувати трудовi функцiї, успiшно засвоювати знання, взаємодiяти з iншими людьми в рiзних ситуацiях, швидко адаптуватися до змiн у професiйнiй дiяльностi, набувати соцiальної самостiйностi. Компетентнiсть дорослої людини є результатом упровадження компетенцiї у компетентну дiяльнiсть. Поняття «компетент - нiсть» мiстить результати навчання дорослої людини не лише у вiдповiдних установах, але i пiд впливом роботи, полiтики, культури, родини, тобто шляхом неформальної та iнформальної освiти. У процесi фахової пiдготовки дорослих при компетент - нiсному пiдходi увага акцентується на практичну складову освiти, що передбачає необхiднiсть використання знань при вирiшеннi нестандартних ситуацiй у професiйнiй дiяльностi. З позицiй компетентнiсного пiдходу рiвень освiти дорослої людини має визначатися її здатнiстю розв’язувати проблеми рiзної складностi на основi наявних знань досвiду. При використаннi компетентнiсного пiдходу у дорослої людини повиннi бути сформованi професiйнi компетентностi, якi забезпечують їй 68 можливiсть пiсля закiнчення перiоду навчання зайняти належне мiсце на сучасному ринку працi. Основною iдеєю компетентнiсного пiдходу у навчаннi дорослих є реалiзацiя дiяльнiсного характеру змiсту освiти, в результатi якої той, хто навчається, перетворюється з об’єкта на суб’єкт навчання, розвиває себе як особистiсть. Слiд вiдрiзняти поняття «компетенцiї»/«компетенцiй» вiд «компетент ностi»/ «компетентностей» як набутих реалiзацiйних здатностей особи. Компетенцiя – наданi (наприклад, нормативно-правовим актом) особi (iншому суб’єкту дiяльностi) повноваження, коло її службових й iнших прав та обов’язкiв. На мiжнароднiй конференцiї iз проблем освiти дорослих (Гамбург, 1997 р.), саме освiту дорослих було названо ключем до XXI столiття. Конференцiя у своїй декларацiї рекомендувала урядам усiх держав вважати освiту дорослих одним iз прiоритетiв державної полiтики. Освiта дорослих спрямована на максимальне задоволення таких потреб особистостi, суспiльства, держави: • особистостi – у самовдосконаленнi, адаптацiї до змiн у соцiально-економiчному, полiтичному розвитку життя; • суспiльства – у формуваннi соцiально-активних осiб, якi мають адаптуватися до реалiй життя, законослухняних та iнiцiативних громадян, членiв суспiльства, що орiєнтуються на загальнолюдськi цiнностi; • держави – у пiдготовцi компетентних, ефективних пра - цiвникiв, здатних вивести країну на високий рiвень соцiальноекономiчного й культурного розвитку. Головною метою освiти дорослих є розвиток особистостi, яка спроможна активно й компетентно брати участь у всiх сферах життя суспiльства. У нових соцiально-економiчних умовах розвиток освiти отримує високий статус, позаяк саме вона буде сприяти формуванню прiоритету розвитку держави. Цiєї мети можна досягти за допомогою задоволення конкрет - них освiтнiх потреб дорослих, що навчаються. Цi потреби можна звести до декiлькох груп, якi визначають основнi завдання дорослих: – набуття або вдосконалення професiйних навичок; 69 – пiдтримка й полiпшення здоров’я; – полiпшення якостi сiмейного життя; – свiдома участь у суспiльному життi; – змiстовне проведення дозвiлля.